# Соната для виолончели и фортепиано (Шопен)
Соната для виолончели и фортепиано соль минор Op. 65 — последнее камерное и последнее прижизненно опубликованное сочинение Фредерика Шопена, написанное им в 1846 году. Одно из немногих произведений композитора, в которых фортепиано, его собственный инструмент, не занимает центрального положения. Соната была создана для друга Шопена, виолончелиста Огюста Франкомма, и впервые исполнена Франкоммом и Шопеном 16 февраля 1848 года в зале Плейель в ходе последнего публичного концертного выступления Шопена.
Примерная продолжительность звучания 27 минут.

## Состав
1. Allegro moderato
2. Scherzo
3. Largo
4. Finale. Allegro

## Критическая и исследовательская рецепция
Виолончельная соната Шопена не была в XIX веке однозначно принята музыкальной общественностью. Ещё Игнац Мошелес, переложивший её для двух фортепиано, замечал: «Некоторые пассажи звучат так, словно кто-то только подступается к фортепиано и стучится во все клавиши, проверяя, дома ли благозвучие». Луи Элерт писал (в очерке «Фридерик Шопен», вошедшем в сборник «Из мира звуков», 1877), что она, также как трио и фортепианный концерт, «не принадлежала к числу задач, для которых природа его предназначила: он должен был касаться клавиш сам по себе, не беря во внимание другого исполнителя, и достигал наивысших удач вне формальных ограничений, творя из глубин собственной души». Той же точки зрения придерживался биограф Шопена Фредерик Никс, писавший в 1888 году, что вся соната — одно сплошное болезненное усилие: «первая и последняя части — совершеннейшие пустыри, лишь кое-где пробиваются жалкие цветочки, средние части также не дотягивают до высокого звания настоящей сонаты, и в первую очередь им не хватает отчётливости, особенно в медленной части, ноктюрнообразном диалоге двух инструментов».
Современные специалисты видят дело иначе, отмечая, что — хотя Шопен и работал над сонатой долго и трудно, сталкиваясь со сложностями при создании столь значительной партии непривычного для него инструмента, — в формальном отношении виолончельная соната полностью соответствует ярко индивидуальной шопеновской трактовке сонатного жанра. «Недооценённым шедевром» называет сонату Чарльз Розен.

## Исполнения
Соната Шопена вошла в репертуар многих выдающихся исполнителей. Только среди тех, кто оставил её записи, — Андре Наварра (с Жанной Мари Дарре), Жаклин Дюпре (с Даниэлем Баренбоймом), Мстислав Ростропович (с Мартой Аргерих), Наталья Гутман (со Святославом Рихтером), Йо-Йо Ма (с Эммануэлем Аксом), Трульс Мёрк (с Кэтрин Стотт) и многие другие.